# Cinnamodendron
Cinnamodendron is een geslacht uit de familie Canellaceae. De soorten komen voor in het Caraïbisch gebied en in het noordelijke deel van Zuid-Amerika tot in Brazilië.

## Soorten
- Cinnamodendron angustifolium Steyerm.
- Cinnamodendron axillare (Nees) Endl. ex Walp.
- Cinnamodendron corticosum Miers
- Cinnamodendron cubense Urb.
- Cinnamodendron dinisii Schwacke
- Cinnamodendron ekmanii Sleumer
- Cinnamodendron occhionianum F.Barros & J.Salazar
- Cinnamodendron sampaioanum Occhioni
- Cinnamodendron tenuifolium Uittien
- Cinnamodendron venezuelense Steyerm.

Canella · 
Cinnamodendron · 
Cinnamosma · 
Pleodendron · 
Warburgia